# Konrad Kernweisz
Konrad Kernweisz (* 9. Juni 1913 in Csák (deutsch Tschakowa), Komitat Temes, Königreich Ungarn, Österreich-Ungarn; † 23. Oktober 1981 in Timișoara, Sozialistische Republik Rumänien) war von 1954 bis 1981 Ordinarius substitutus des Bistums Timișoara.

## Leben

### Vor dem Zweiten Weltkrieg
Konrad Kernweisz besuchte von 1923 bis 1931 das deutschsprachige Realgymnasium in Timișoara, wo er anschließend von 1931 bis 1936 am dortigen Priesterseminar Theologie studierte. Am 22. März 1936 empfing er die Priesterweihe und wurde zum Weiterstudium nach Freiburg und Marburg beurlaubt. Nach seiner Rückkehr wurde er Kaplan in Tomnatic und in Jimbolia und anschließend von 1938 bis 1944 Spiritualrektor und Katechet bei den Armen Schulschwestern im Notre-Dame-Kloster im Timișoaraer Stadtteil Iosefin.

### Nach dem Zweiten Weltkrieg

#### Seelsorger und Spiritual
Gegen Ende des Zweiten Weltkrieges meldete er sich als Seelsorger für die Deutschen im Gouvernement Transnistrien, nach 1944 war er Pfarrer in Periam und in Sânpetru Mare. Zwischen 1946 und 1951 wirkte er als Spiritual der Armen Schulschwestern in der Zweigstelle des Notre-Dame-Klosters in Periam. Ab 1951 war sein Wohnort und seine Wirkungsstätte in Iosefin.

#### Ordinarius substitutus

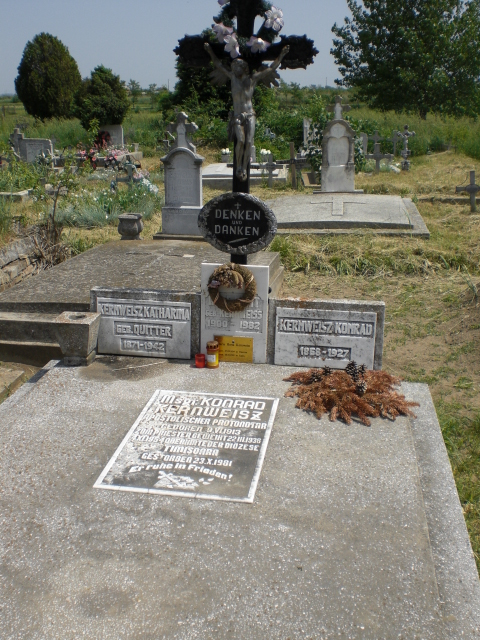
Familiengrab Kernweisz in Ciacova

Bischof Augustin Pacha bestellte kurz vor seinem Tod Konrad Kernweisz zum Ordinarius des Bistums Timișoara. Nach dem Tod von Augustin Pacha wurde er 1954 vom Vatikan zum Ordinarius substitutus ernannt. Er leitete die Diözese Timișoara während der kommunistischen Diktatur, als der römisch-katholischen Kirche ihre rechtliche Grundlage entzogen wurde. Hunderte Pfarreien waren unbesetzt, zwei Drittel der Priester über 60, der Priesternachwuchs blieb aus. 1974 wurde er zum Apostolischen Protonotar bestellt.
Konrad Kernweisz starb 1981 in Timișoara und wurde im Familiengrab in Ciacova beigesetzt. 